# Безик (карточная игра)

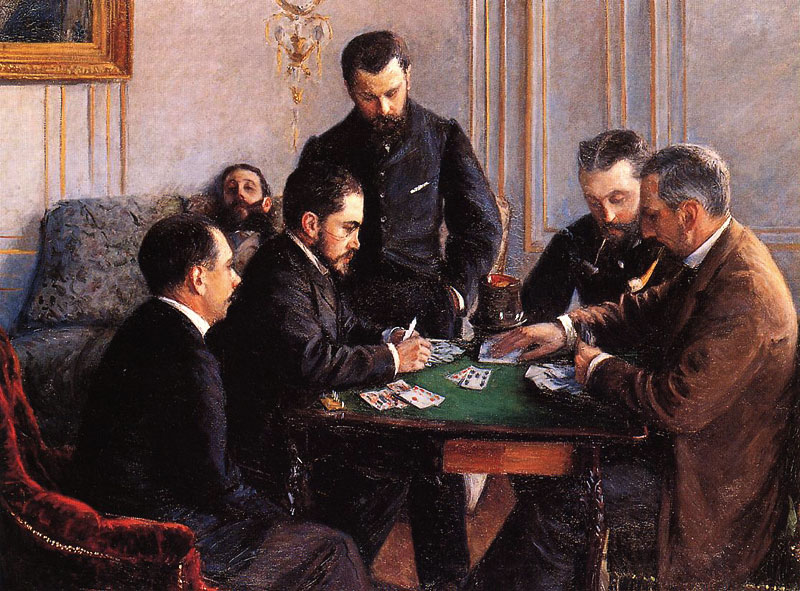
Гюстав Кайботт, Игроки в безик (1881). Лувр Абу-Даби, Абу-Даби, Объединённые Арабские Эмираты

Безик — интеллектуальная карточная игра. Возникла во Франции, где до сих пор очень популярна. Известна в России со второй половины XIX века, но ныне почти забыта. Правила игры схожи с белотом и терцем. Существуют варианты игры для двоих, троих и четверых игроков. Однако основная разновидность игры — безик вдвоём.

## Основные правила

### Ход игры
Играют двумя колодами по 32 карты.
Основная цель игры — набрать 1000 очков.
Сдатчик определяется жребием. Второй игрок снимает колоду. Каждому сдаётся по восемь карт. Семнадцатая карта считается козырем и кладётся на стол, рядом с оставшейся колодой. Первым ходит игрок, который снимал колоду. Пока колода существует, игроки имеют право подавать взятки, независимо от масти и значения выложенной карты. Взятку берёт игрок, выложивший карту большего достоинства. Если две карты одинаковы по старшинству, взятку берёт та, которую выложили первой. Козырь бьёт карту любого достоинства. Игрок, выигравший взятку, приписывает себе сумму очков обеих взятых карт и первым берёт новую карту из колоды. Девятки, восьмёрки и семёрки очков не приносят, но их старшинство имеет значение при розыгрыше (девятка бьёт восьмёрку, восьмёрка — семёрку).
В течение игры необходимо собирать комбинации, которые приносят большую часть очков. Игрок имеет право объявить о своей комбинации и выложить её на стол только после выигранной взятки, когда у него на руках семь карт. За один раз можно сделать только одно объявление и выложить только одну комбинацию.
Козырная семёрка приносит своему владельцу 10 очков. Но прежде чем считать её, необходимо заменить семёркой открытый козырь. Если сдатчик откроет семёрку козырем, то он приписывает 10 очков себе.
Когда колода закончилась, игроки должны давать карты в масть или бить козырем. Игрок, не имеющий ни того, ни другого, может ответить любой картой. Объявлять комбинации после выхода колоды запрещено. Игрок, взявший последнюю взятку, получает дополнительно 10 очков.
Игра продолжается несколько партий, пока один из игроков не наберёт 1000 очков. Однако объявить об этом он может только по окончании очередного розыгрыша. В зависимости от разновидности игры и предварительной договорённости, если оба игрока одновременно наберут 1000 очков, выигрывает тот, кто возьмёт последнюю взятку, либо тот, кто набрал больше очков.

### Комбинации и их стоимость
- Две козырные семёрки — 20 очков
- Марьяж (король и дама одной масти)— 20 очков
- Козырный марьяж — 40 очков
- Двойной марьяж — 40 очков
- Двойной козырный марьяж — 80 очков
- Безик (дама пик и бубновый валет) — 40 очков
- Двойной безик — 500 очков
- Четыре валета — 40 очков
- Четыре дамы — 60 очков
- Четыре короля — 80 очков
- Четыре туза — 100 очков
- Мажорная квинта (туз, десятка, король, дама и валет одной масти) — 100 очков
- Козырная мажорная квинта — 250 очков

### Штрафы в безике
За нарушение правил накладываются штрафы.
- За объявления комбинации до выигрыша взятки — 10 очков
- За ответ не в масть или не козырем, когда колода уже закончилась — 20 очков
- За сделанный ход до взятия восьмой карты — 30 очков
- За взятия из колоды лишней карты — 60 очков
- За игру девятью картами до конца партии — 120 очков
- За объявление комбинации при её отсутствии — на все очки

## Разновидности игры

### Безик втроём
Играют тремя колодами. Для победы необходимо набрать 1500 очков. Значения карт и комбинаций те же, что и в безике для двоих.
Увеличены только марьяжи и безики:
- Тройной простой марьяж — 100 очков
- Тройной козырный марьяж — 300 очков
- Тройной безик — 1500 очков

### Безик вчетвером
Играют пара на пару, тремя колодами карт. Игроки должны сесть так, чтобы партнёры были друг против друга, через одного игрока противника. Счёт очков не индивидуален, каждая пара ведёт свой. Тройные комбинации те же, что и в безике для троих.

### Бескозырный безик
В эту игру могут играть от двух до четырёх человек. Играют четырьмя колодами. После сдачи карт козырь не вскрывают, но первый марьяж, объявленный в игре, имеет статус козырного и по нему же определяют козырь. Козырную мажорную квинту можно объявить только после первого марьяжа, поэтому мажорные карты рекомендуется придерживать как можно дольше. Козырные семёрки не приносят очков.

## Известные игроки в безик
- Уинстон Черчилль
- Николай II
- Вдовствующая императрица Мария Федоровна в Крыму в 1917-1919 годах.